# Хефеј
Хефеј (合肥) град је Кини у покрајини Анхуеј. Према процени из 2009. у граду је живело 1.432.642 становника.

## Становништво
Према процени, у граду је 2009. живело 1.432.642 становника.
| 1990.   | 2000.     | 2009.     |
| ------- | --------- | --------- |
| 733.396 | 1.302.775 | 1.432.642 |

## Партнерски градови
- Коламбус, Фритаун, Куруме, Буџумбура, Олборг, Љеида, City of Darebin, Белфаст, Оснабрик, Wonju, Општина Олборг